# Camarillasaurus
Camarillasaurus – rodzaj teropoda o niepewnej pozycji filogenetycznej, żyjącego we wczesnej kredzie (wczesny barrem) na terenach dzisiejszej Europy. 
Gatunkiem typowym jest C. cirugedae (epitet gatunkowy honoruje odkrywcę jego skamieniałości, Pedro Cirugedę Buja), którego holotypem jest okaz oznaczony MPG-KPC1-46 z zachowanym niekompletnym zębem (prawdopodobnie górną częścią jednego z zębów bocznych), a także m.in. niektórymi kręgami i żebrami, bliższą osi ciała połową kości piszczelowej oraz wieloma uszkodzonymi kawałkami kości; odnalezienie wszystkich kości w jednym miejscu, ich podobne rozmiary i występowanie na wielu z nich cech sugerujących przynależność do ceratozaurów wskazuje, że wszystkie kości należą nie tylko do jednego gatunku, ale i do jednego osobnika. Skamieniałości C. cirugedae odkryto w osadach formacji Camarillas na terenie hiszpańskiej prowincji Teruel. Rozmiary Camarillasaurus są trudne do oszacowania; wysokość korony zęba wynosiła u niego 11 mm (dla porównania – u Masiakasaurus wysokość korony zębów bocznych wynosiła 6 mm), długość kręgu szyjnego – 28–30 mm (u Masiakasaurus – 25 mm), długość trzonu najlepiej zachowanego kręgu grzbietowego – 115 mm, długość kości kruczej – 187 mm, a długość zachowanej części kości piszczelowej – 293 mm.
Spośród innych teropodów C. cirugedae wyróżnia współwystępowanie kilku cech budowy szkieletu: niezwykle szerokiego końca bliższego kości piszczelowej – stosunek jego średnicy mierzonej w najszerszym punkcie do średnicy mierzonej w punkcie najwęższym wynosił mniej więcej 2,8:1 (dokładnie 180:64 mm), czyli więcej niż u jakiegokolwiek innego teropoda; występowania na kości piszczelowej ciągnącej się wzdłuż niej wąskiej i głębokiej bruzdy, umiejscowionej anterolateralnie (przednio-bocznie) w stosunku do kostnego grzebienia crista fibularis (stykającego się z trzonem kości strzałkowej); występowania na przedniej i tylnej powierzchni jedynego znalezionego szewronu szerokich i głębokich bruzd ciągnących się wzdłuż trzonu szewronu, zaczynających się od dołów znajdujących się poniżej kanałów naczyniowych; występowania na końcu dalszym ostrza szewronu powierzchni stawowej; oraz nadzwyczaj szerokich i mających rozwinięte krawędzie powierzchni stawowych kręgów ogonowych. Możliwe, że Camarillasaurus charakteryzowały także duże i zaokrąglone płyty mostkowe (ang. sternal plates); choć jednak zachowały się dwie prawie kompletne płyty mostkowe okazu holotypowego C. cirugedae nie można bezspornie stwierdzić, jaki był ich kształt.
Niekompletność szkieletu okazu holotypowego C. cirugedae utrudnia dokładne określenie jego pozycji filogenetycznej. Występują u niego cechy będące synapomorfiami teropodów, takie jak stykanie się kości strzałkowej z grzebieniem piszczelowym oraz puste w środku kości długie. Obecność więcej niż czterech kręgów krzyżowych (Camarillasaurus miał ich najprawdopodobniej sześć) i wentralnej (znajdującej się na dolnej powierzchni) bruzdy na pierwszych kręgach ogonowych pozwala stwierdzić jego przynależność do neoteropodów. Nie można stwierdzić, czy Camarillasaurus miał cechy budowy szkieletu charakterystyczne dla przedstawicieli kładów Tetanurae, Orionides, Megalosauroidea i Allosauroidea, ponieważ są to cechy budowy czaszki, kości ramiennej, kulszowej, biodrowej i udowej oraz kości dłoni i stóp, a żadna z tych kości nie zachowała się u okazu holotypowego C. cirugedae. U Camarillasaurus występuje jedna cecha spotykana też u celurozaurów – spiczasty koniec dalszy na przednich i środkowych szewronach. Zdaniem autorów opisu C. cirugedae bardziej przekonujące są jednak cechy budowy jego szkieletu świadczące o jego przynależności do ceratozaurów; autorzy zaliczają do tych cech zrośnięcie się trzonów kręgów krzyżowych do tego stopnia, że szwy są niemal niezauważalne i tylko zgrubienie kości wskazuje, gdzie następuje zetknięcie powierzchni stawowych kręgów (podobną budową cechują się jednak także kręgi krzyżowe celofyzoidów oraz ptaków z grupy Ornithurae) oraz ostro zarysowane krawędzie wspomnianej wyżej bruzdy na kręgach ogonowych (autorzy zaznaczają jednak, że ta cecha występuje nie tylko u ceratozaurów, ale i u tetanurów z rodzajów Sinraptor i Piatnitzkysaurus; poza tym występuje ona też u celofyzoidów). Ze względu na niekompletność szkieletu okazu holotypowego C. cirugedae oraz stan zachowania znanych kości tego okazu można u Camarillasaurus potwierdzić występowanie tylko dwóch z 15 cech będących synapomorfiami Ceratosauria według Carrano i Sampsona (2008): C. cirugedae prawdopodobnie miał sześć kręgów krzyżowych jak inne ceratozaury, zaś grubość jego kości kruczej wynosiła więcej niż połowę jej długości mierzonej od jej przodu ku tyłowi.
Z przeprowadzonej przez autorów jego opisu analizy filogenetycznej (opartej na macierzy danych z analizy Carrano i Sampsona, 2008, do której dodano dane o rodzajach Limusaurus i Camarillasaurus) wynika, że był on jednym z najbardziej bazalnych znanych przedstawicieli Ceratosauria. Na drzewie zgodności wygenerowanym metodą 50% majority rule consensus jest on taksonem siostrzanym do kladu obejmującego wszystkie pozostałe ceratozaury poza najbardziej bazalnym Limusaurus; na drzewie ścisłej zgodności jest on w nierozwikłanej politomii ze wszystkimi innymi ceratozaurami poza znów najbardziej bazalnym Limusaurus. Wyniki te nie zmieniły się gdy powtórzono analizę wykluczając z niej rodzaje Deltadromeus, Aucasaurus i Abelisaurus. Autorzy zaznaczyli, że ze 151 uwzględnianych w analizie cech budowy szkieletu w wypadku C. cirugedae mieli informacje tylko o 17 cechach; odkrycie dalszych skamieniałości tego teropoda może więc wpłynąć na zmianę jego pozycji filogenetycznej. Z analiz przeprowadzonych przez autorów jego opisu wynika, że Camarillasaurus był jednym z nielicznych znanych wczesnokredowych przedstawicieli Ceratosauria; jego odkrycie potwierdzała też, że przedstawiciele tej grupy we wczesnej kredzie zasiedlali nie tylko Gondwanę, ale i przynajmniej niektóre kontynenty powstałe z rozpadu Laurazji.
Z wnioskami autorów opisu Camarillasaurus odnośnie do pozycji filogenetycznej tego teropoda nie zgodzili się Samathi, Sander i Chanthasit (2021). W wyniku porównania skamieniałości C. cirugedae ze skamieniałościami nienazwanego przedstawiciela rodziny spinozaurów odkrytego w osadach dolnokredowej formacji Sao Khua (Tajlandia) powołani autorzy doszli do wniosku, że Camarillasaurus był przedstawicielem spinozaurów.